# Mologa, Cetatea Albă
Mologa (în ucraineană Молога, transliterat: Moloha) este localitatea de reședință a comunei Moloha din raionul Cetatea Albă, regiunea Odesa, Ucraina.

## Demografie
Componența lingvistică a localității Mologa
     Ucraineană (91,54%)
     Rusă (6,26%)
     Română (1,37%)
     Alte limbi (0,78%)
Conform recensământului din 2001, majoritatea populației localității Mologa era vorbitoare de ucraineană (91,54%), existând în minoritate și vorbitori de rusă (6,26%) și română (1,37%).